# RPG (programovací jazyk)
RPG, z anglického Report Program Generator, je neprocedurální programovací jazyk na zpracování hromadných dat, vyvinutý roku 1959 a dále rozvíjený firmou IBM.

## Princip
Původní jazyk RPG navazoval na způsob zpracování děrných štítků na tabulátorech. Vstupní soubor, setříděný podle jednoho nebo několika klíčů, se zpracovává po jednotlivých záznamech v tak zvaném základním cyklu. Na každém záznamu se provádějí předepsané výpočetní i výstupní operace a sledují se změny hodnot jednotlivých třídících klíčů. Klíče jsou uspořádány hierarchicky a ve vytvářené výstupní sestavě lze například předepsat tisk dílčích součtů na několika úrovních. Programátor vytvoří popisy všech použitých záznamů a jejich polí, popíše, jak se mají nahazovat a rušit různé indikátory a jak se mají v závislosti na nich provádět jednotlivé operace a vytvářet výstupní sestava. "Program" se přitom píše do několika druhů formulářů (popis souborů dat a polí, výpočtů, výstupů atd.), kdežto algoritmus zpracování je zabudován v překladači jazyka. Jazyk byl velmi populární, protože umožňoval rychlé vytváření a úpravy sestav a omezoval programátorské chyby, takže v něm mohli pracovat i méně kvalifikovaní programátoři.

## Další vývoj
V dalším vývoji jazyka se princip "základního cyklu" postupně uvolňoval, takže programátor do něho mohl víc a víc zasahovat, až byl nakonec zcela opuštěn. Přehledný a jednoduchý způsob popisu souborů, záznamů a polí se však zachoval a jazyk se v novějších verzích (RPG II, RPG III a další) stále používá na počítačích IBM řad System/370, System/3, AS/400 a jeho následovnících. U těch firma dodává a udržuje pouze verzi RPG IV, která se od původního RPG už zásadně liší.

## V Československu
Jazyk RPG byl implementován ve VÚMS Praha na počítačích ZPA 600 a na všech zde vyráběných počítačích JSEP. Na počítačích EC 1021 to byl základní RPG, na počítačích EC 1025, EC 1026 a EC 1027 to byla verze RPG II. Ve výpočetních střediscích byl velmi oblíbený a i dnes se u počítačů IBM AS/400 a dalších ke zpracování dat běžně používá.